# Déscolarisation
Le terme de « déscolarisation » s'est imposé à la fin des années 1990. La déscolarisation concerne des jeunes de moins de seize ans qui sont hors du système scolaire, soit parce qu'ils ne fréquentent pas un établissement (malgré leur inscription), soit parce qu'ils ne se sont pas inscrits dans un établissement. Les élèves déscolarisés représentent différents cas de figure, qui peuvent être :
- des élèves non inscrits dans un établissement ;
- des élèves pris en charge par des organismes d'aide à l'enfance comme l'aide sociale à l'enfance (ASE) ou la protection judiciaire de la jeunesse (PJJ) ;
- des apprenants en formation en alternance, mais sans contrat d'apprentissage ;
- des élèves exclus d'un établissement et qui n'ont pas (encore) trouvé un lieu d'inscription ;
- des élèves victimes de harcèlement.

La déscolarisation est également l'étape finale du décrochage scolaire, processus qui comporte trois étapes ; il commence par des absences à répétition de l'élève (absentéisme (en)) puis peut entraîner un décrochage pédagogique qui peut donc se terminer sur une déscolarisation totale de l'élève au sein de l'établissement.

## Différences
La déscolarisation est considérée comme étant l’étape ultime du décrochage scolaire.
Le terme de « décrochage » tend à remplacer celui de « déscolarisation », qui est associé à l’obligation scolaire (des moins de 16 ans). Officiellement, le décrochage scolaire concerne des élèves qui quittent le système éducatif :
- avant d’avoir achevé le cycle secondaire ;
- sans qualification ou avec des qualifications de qualité inférieure.

Les étudiants (du supérieur) sont aussi concernés.
L’absentéisme est considéré comme un signe prédicteur de décrochage scolaire.
Maryse Esterle-Hedibel (2006) explicite ces termes qui prêtent à confusion :

« Le terme de déscolarisation, d’acceptation récente dans les textes officiels français, est absent aujourd’hui des dictionnaires. La déscolarisation se comprend dans ces textes comme la mise hors de l’établissement scolaire de l’élève concerné. […] [Elle] est directement liée à la scolarisation, instituée comme norme, qui produit ses propres déviances. »

— Maryse Esterle-Hedibel (2006)

« La déscolarisation est la résultante de processus multifactoriels, et c’est bien la combinaison de plusieurs facteurs qui permet de les comprendre. […] L’absentéisme scolaire est lui aussi considéré comme un processus interactif dépendant de multiples facteurs, processus qui peut connaître des évolutions très diverses »

— Maryse Esterle-Hedibel (2006)

« Le terme de décrocheurs monte « en force » dans le vocabulaire courant en France. […] L’utilisation [de ce terme] reviendrait ainsi à couvrir toute sorte de difficultés vécues par les élèves, des absences aux retards dans les apprentissages, en passant par les difficultés d’ordre psychologique ou familial. »

— Maryse Esterle-Hedibel (2006)

## Modèles explicatifs
Ces modèles explicatifs de la déscolarisation sont assez proches de ceux du décrochage scolaire ou même de l’absentéisme, ce qui explique la confusion et l’abus de ces termes dans des contextes spécifiques. Pour « échapper » à cette déscolarisation, il existe les classes-relais[Quoi ?].

### Conditions de vie et habitat précaire
Des enfants en situation de handicap, enfants du voyage, enfants de familles migrantes sans domicile et enfants de travailleurs itinérants se trouvent de fait déscolarisés, selon les travaux d'une mission d'information du Sénat français réalisée en 2018.

### Déstabilisation des familles
Les parents peuvent être une des raisons de la déscolarisation. En effet, il peut y avoir plusieurs cas où ces derniers auraient un impact indirect (ou non) sur leur enfant. Par exemple, « la séparation des parents est présentée comme entraînant directement la rupture avec l’institution scolaire. […] Les ruptures géographiques et scolaires sont aussi présentées comme des ruptures psychologiques, les enfants refusant la séparation et la perte de contact avec l’un des parents. ». La déscolarisation peut donc être pensée comme une conséquence « grave » d’une crise familiale ayant un impact sur l’enfant.
Mais il y a aussi des parents non séparés impliqués dans la déscolarisation. Il ne faut pas les décrire « comme étant « démissionnaires » mais plus particulièrement comme « manquant de confiance en elles » ».

### Conflit entre l’enfant et les parents
Ces conflits concernent des jeunes « proches de l’âge limite de l’obligation scolaire (15 ou 16 ans) » et concernent plutôt des familles « de milieux populaires » d’après Jean-Paul Géhin (2003). En effet, le jeune à ce stade peut avoir l’envie de ne plus aller à l’école. Or, les parents sont attachés à cette institution et font en sorte que leur enfant y reste. Pour cela, Géhin explique que plusieurs « tentatives de scolarisation ont été opérées : changement d’établissement ou de filière, signatures de contrat entre le jeune et l’établissement, ou encore placement en foyer ». Le jeune ne voulant toujours pas rester, il y a donc conflit entre celui-ci et ses parents, qui possiblement entraîne une déscolarisation.

### Problèmes de santé de l’enfant
Toujours d’après Jean-Paul Géhin, les problèmes de santé toucheraient des « enfants plus jeunes (de 12 à 14 ans), en début de collège, issus de milieux populaires ». À la suite des problèmes cités, la nature des maladies peut être physiologique, psychologique ou même psychosomatique. Or, cela peut créer un conflit entre la famille et l’école sur le degré d’interprétation de la maladie, ce qui n’aide pas l’enfant. De plus, les parents peuvent être une source d'anxiété pour les enfants au sein d'un milieu scolaire. Les enfants sont influencés par plusieurs facteurs (parents, professeurs, résultats, punition). Cependant, la source principale de cet anxiété est due à la relation qu'ils entretiennent avec leurs parents, puisqu'ils peuvent avoir peur des représailles qui suivent une mauvaise note par exemple. Cette anxiété peut par la suite se transformer en une forme de maladie grave telle que le stress post-traumatique.

### Conflit entre l’école et les familles
Ce conflit émerge plus souvent de la question de la filière. Par exemple, lorsqu'un enfant souhaite intégrer une filière technologique alors que ses professeurs lui ont conseillé de rester en filière générale. D’après Jean-Paul Géhin (2003), la question de l’alternance et des stages en entreprise est souvent au cœur du conflit. Certains stages peuvent être refusés par la famille ou par l’institution scolaire (selon le domaine souhaité par l’enfant). Ici, la déscolarisation peut être associée à la désocialisation.
Pour éviter les conflits entre la famille et le milieu scolaire, on peut faire appel au paradigme de co-éducation. Selon lequel, les enseignants et les parents coéduquent l'enfant et prennent en considération les besoins fondamentaux du développement psychosocial de l'enfant. De façon à préserver chez l'enfant les savoirs respectifs, les champs d'enseignements (famille ou école), ainsi que d'un référentiel permettant aux parents et à l'enseignant de trouver un accord sur l'acte éducatif.